# Calistrat Hogaș

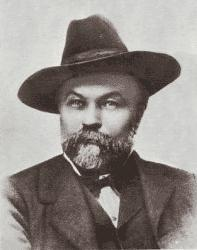
Calistrat Hogaș

Calistrat Hogaș   (Tecuci, 19 d'abril de 1847 - Roman, 28 d'agost de 1917) nascut Calistrat Dumitriu va ser un prosista moldau, després romanès. Fill d'un sacerdot Tecuci, va estudiar a la Universitat de Iași abans de començar una carrera de més de quatre dècades com a professor de secundària, sovint a Piatra Neamț. Mentrestant, va fer diversos falsos inicis com a escriptor abans de trobar un gènere adequat, és a dir, històries extretes de les seves passejades a la muntanya que van aparèixer a partir de 1907. No va aconseguir col·leccionar les seves obres durant la seva vida, però aquestes van tenir un gran èxit el 1921, quatre anys després de la seva mort.

## Biografia

### Orígens i trajectòria literària
Nascut a Tecuci, els seus pares eren Gheorghe Dumitriu, un arxipreste ortodox romanès, i la seva dona Mărioara (de soltera Stanciu), filla d'un serdar de Pechea, comtat de Galați. Va ser el primer o segon de vuit fills, i s'han suggerit diverses dates de naixement entre 1847 i 1852, però el 19 d'abril de 1848 sembla més probable. El seu cognom adoptiu era un sobrenom del seu avi que li van assignar a primària com a manera de distingir-lo d'altres alumnes anomenats Dumitriu. Després de completar els estudis primaris a la seva ciutat natal, va assistir a l'escola secundària i secundària a l'Academia Mihăileană i al Col·legi Nacional de Iași de 1859 a 1867. Alexandru Dimitrie Xenopol, Vasile Conta, Alexandru Lambrior, Constantin Dimitrescu-Iași i George Panu eren tots companys de classe, i es va fer amic dels tres últims. De 1867 a 1869, va assistir a la facultat de literatura de la Universitat de Iași. Panu i Lambrior van ser companys d'universitat, i Titu Maiorescu el va conèixer com un bon estudiant durant el batxillerat, amb qui també va entrar en contacte durant els seus anys universitaris. No obstant això, no es va incorporar a la societat Junimea de la qual aquest últim era president, i que aleshores era un camí segur per a l'avenç de la mateixa reputació literària.
A partir de 1869, va treballar com a professor de llengua i literatura romanesa al nou gimnàs de Piatra Neamț, on també va ser director i s'encarregava de tots els cursos d'humanitats. El gener de 1870 es va casar amb Elena Gheorghiu, filla d'un capellà de Piatra Neamț; la parella va tenir vuit fills. Amant de la cultura grega i romana, els va donar noms com Cleòpatra, Cornelia, Sidonia i Aețiu. El 1878, va deixar Piatra Neamț durant un període de tres anys, ensenyant primer al gimnàs de Tecuci i després a una escola normal a Iași, i després va viure a l'antiga ciutat de 1881 a 1885. Posteriorment va ensenyar a Tecuci, Alexandria i Roman (a l'institut Roman-Vodă); durant aquest període, des de mitjans de la dècada de 1880 fins a finals de la dècada de 1890, va publicar només esporàdicament. La seva reticència a escriure es va aprofundir amb la mort accidental de la seva filla de 18 anys el 1894. Des de 1898, va ser professor a l'Internat de Iași.
El seu debut literari va consistir en versos que van aparèixer al diari Piatra Neamț Corespondența provincială el 1874. A la mateixa ciutat, va fundar un diari, Situațiunea, que va aparèixer breument el 1878. Mentre vivia allà, va començar a escalar les muntanyes locals. Entre 1881 i 1882, va ser inspector escolar al comtat de Neamț, i va conèixer Ion Luca Caragiale en aquesta qualitat. Des del seu retorn a Piatra Neamț el 1881 fins al 1885, Hogaș va col·laborar a la revista Asachi; les seves primeres contribucions a la sèrie Amintiri din o viatgee hi van aparèixer entre 1882 i 1884, però no van tenir ressò entre la crítica. Convidat a enviar poesia a una revista de Bucarest, es va negar, probablement conscient del seu estil antiquat. Va continuar la sèrie Amintiri a la revista de Xenopol Arhiva de 1893 a 1902; aquestes contribucions també van passar desapercebudes, ja que la revista no es va prendre seriosament.
L'establiment el 1906 de Viața Românească, la formació d'un grup al voltant de la revista i la seva amistat resultant amb Garabet Ibrăileanu van ser crucials per a la seva carrera; els seus În munții Neamțului i altres apunts de viatge hi van aparèixer des de 1907 fins a 1912. Va tallar un quadre estrany i colorit a Iași: un home gros, vestit de manera inusual, amb una jaqueta de llana en totes les estacions, amb un abric enorme i un barret igual de gran, amb botes gruixudes a l'hivern i sandàlies fetes a mida a l'estiu, es va moure entre els tres instituts on feia classe, després d'un esmorzar que consistia en un tros de carn rostida a les brases, amanit amb un grapat de ceba i regat amb una olla de cafè. Els seus companys de Viața Românească respectaven Hogaș i el tractaven com a amic, tot i que era més gran que tots; li van demanar consell i van admirar per unanimitat les seves aportacions. Caragiale el considerava un gran escriptor i parlava brillantment dels seus escrits.

### Reptes i llegat de la publicació
Va decidir recollir els seus escrits en forma de llibre l'any 1912, any en què es va retirar de la docència. Hogaș va insistir a fer ell mateix les correccions del manuscrit, però les còpies van ser destruïdes perquè contenien un nombre devastador d'errors tipogràfics; la nova edició, de 1914, va quedar quasi totalment destruïda en un incendi que va cremar el magatzem de Viața Românească. Va ser rebutjat per un premi de l'Acadèmia Romanesa, molt probablement a causa d'un informe elaborat per Ioan D. Caragiani. Nostàlgic dels seus dies d'ensenyament, Hogaș va trobar la seva força disminuïda i va comparar la seva jubilació amb l'exili d'Ovidi a Tomis. Es va retirar a Piatra Neamț en els seus últims anys i no va viure per veure aparèixer el seu llibre, a causa de la Primera Guerra Mundial en curs; va morir a Roman.
Allà va ser enterrat inicialment, més tard va ser exhumat, el taüt es va transportar en un carro tirat per bous cobert de branques de pi i va ser enterrat de nou a Piatra Neamț, d'acord amb els seus desitjos. Va ser només l'any 1921 que va aparèixer les seves obres col·leccionades: que cobria dos volums, Amintiri dintr-o călătorie i În munții Neamțului, el segon va ser prologat per Mihail Sadoveanu, un devot admirador. El llibre va ser un èxit de crítica, i se li va concedir pòstumament el Premi de la Societat d'Escriptors Romanesos el 1921. Un narrador ple d'encant, es va referir a si mateix com un "explorador" de les muntanyes "colossals" de Moldàvia. Muntant el seu cavall Pisicuța, feia viatges aleatoris a les muntanyes. Sense portar mai un diari, anotaria les seves observacions en el gènere que li va guanyar fama pòstum: el relat de viatges. La seva prosa està fortament marcada per les reminiscències de la seva lectura, que va integrar en una visió paròdica i humorística.
Mentre que George Călinescu el considerava simplement "un dilettant unidimensional amb talent", altres crítics, com Ibrăileanu, Tudor Vianu, Vladimir Streinu (que va editar les seves obres entre 1944 i 1947), Șerban Cioculescu, Constantin Ciopraga (que va publicar una altra edició a 1956), Al. Săndulescu i Alexandru Călinescu van tractar els seus escrits amb comprensió i objectivitat. Van comentar el seu discurs literari, el seu romanticisme, l'evocació de paisatges i les al·lusions clàssiques. El 1944, Cioculescu el va classificar com un practicant del barroc, mentre que Alexandru Călinescu va observar que el seu corpus és una amalgama, un mosaic d'estils i manierismes. Una edició crítica, amb prefaci i comentari de Săndulescu, va aparèixer el 1984. Zigu Ornea ha destacat el "talent d'observador i moralista" amb què imaginava "contes d'una qualitat inefable". No era només un poeta de l'univers forestal sinó que també tenia una excel·lent i memorable habilitat per dibuixar personatges, un do extraordinari per recrear el diàleg". Va continuar negant que Hogaș fos un altre Ion Creangă, com s'havia afirmat, "però un ciutadà que coneixia els hàbits de l'entorn de la muntanya i les pràctiques de la gent de la muntanya", dotat d'"una rara capacitat per representar la natura, amb tots els seus significats i les seves belleses", "un refinament seductor i un encant i sorpresa i delit". Fragments d'Hogaș van aparèixer als llibres de text durant molts anys, però l'interès per ell va disminuir després de la revolució romanesa, fins al punt que Nicolae Manolescu el va anomenar "un escriptor gairebé oblidat". L'any 2007, en un esforç per fer-lo rellevant per a un públic modern, Mircea A. Diaconu va publicar un estudi monogràfic sobre Hogaș.
Després de la seva mort, la seva vídua i dues de les seves filles van continuar residint a la seva casa de Piatra Neamț; l'any 1939, la seva filla Sidonia va obrir un museu privat en una de les sales. L'any 1969, tota la casa es va obrir al públic com a museu públic, i des del 1994 s'intenta reconstituir l'aspecte que va tenir durant els últims cinc anys de l'escriptor. Diversos llocs relacionats amb Hogaș estan catalogats com a monuments històrics pel Ministeri de Cultura i Afers Religiosos de Romania. A Tecuci, n'hi ha dos: la seva casa de mitjans del segle xix i un bust més modern. Piatra Neamț en té tres: la casa del segle xix que ara és un museu, un baix relleu de 1924 que el mostra al centre i la seva tomba. També apareix la seva vil·la del segle xix a Romana. El Col·legi Nacional Calistrat Hogaș de Piatra Neamț, on va ensenyar, porta el seu nom des de 1970, mentre que el Col·legi Nacional Calistrat Hogaș de Tecuci ho fa des de 1990

## Galeria d'imatges

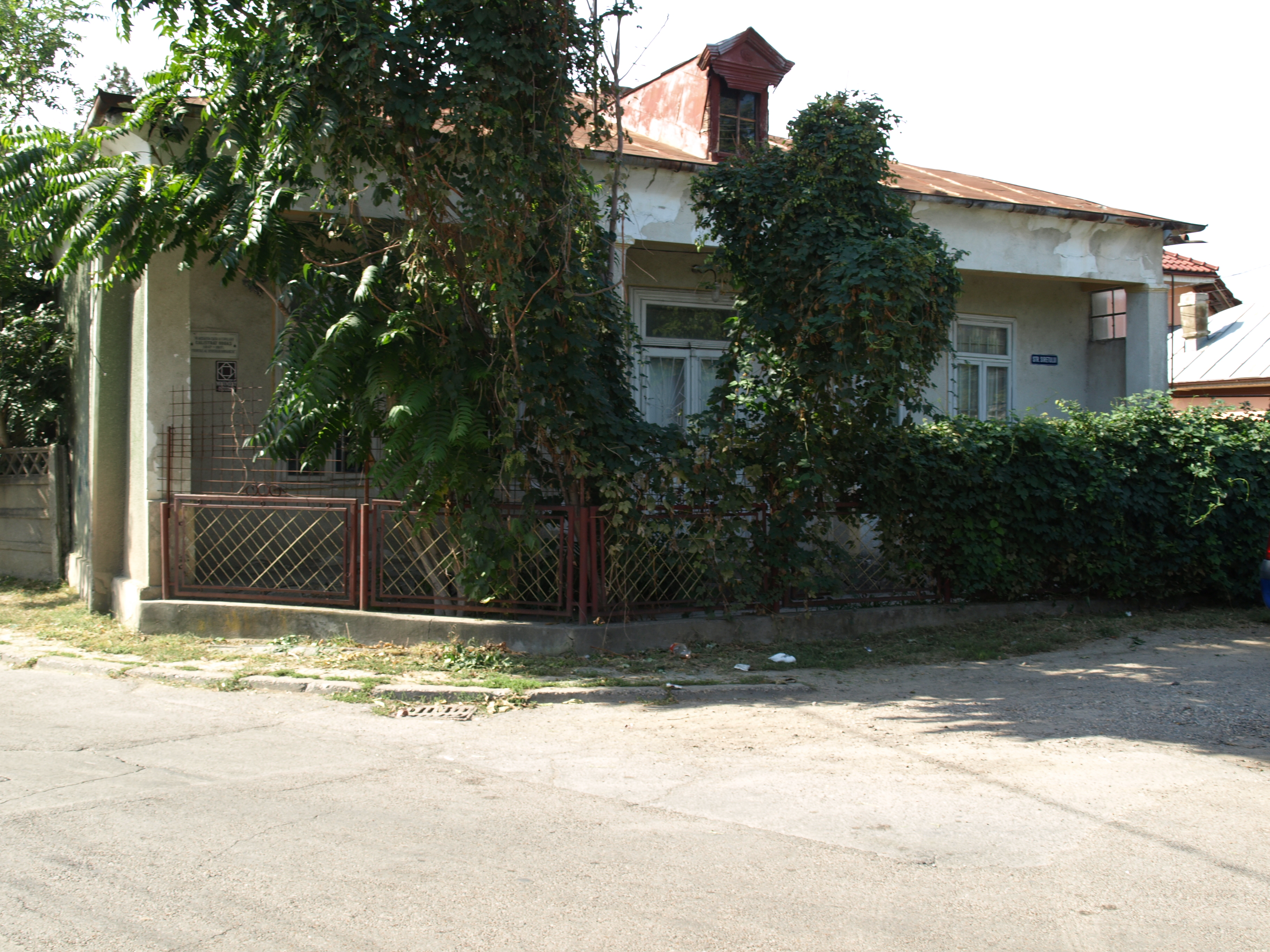
Casa Tecuci de Hogaș
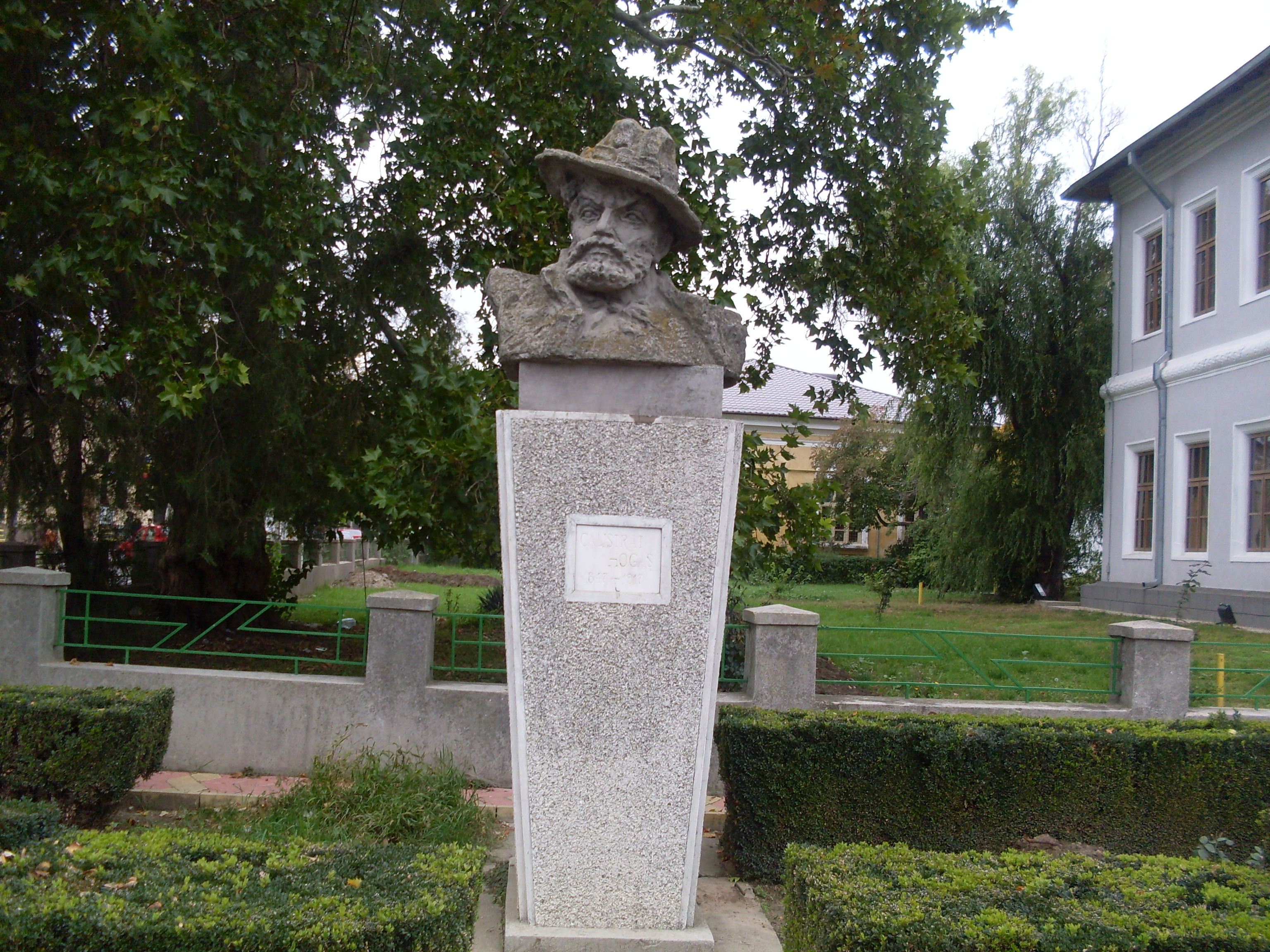
Bust a Tecuci
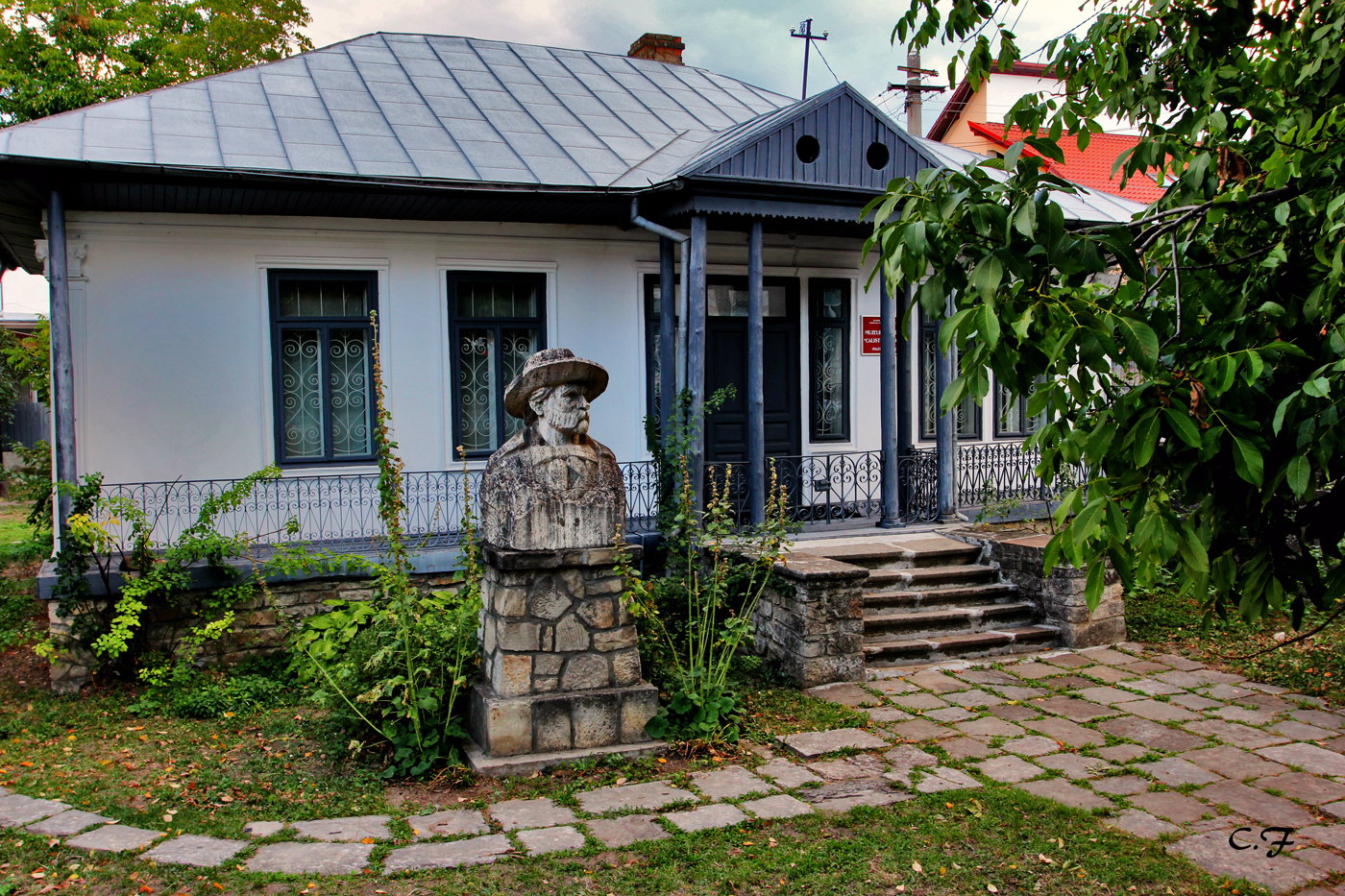
Casa i museu a Piatra Neamț
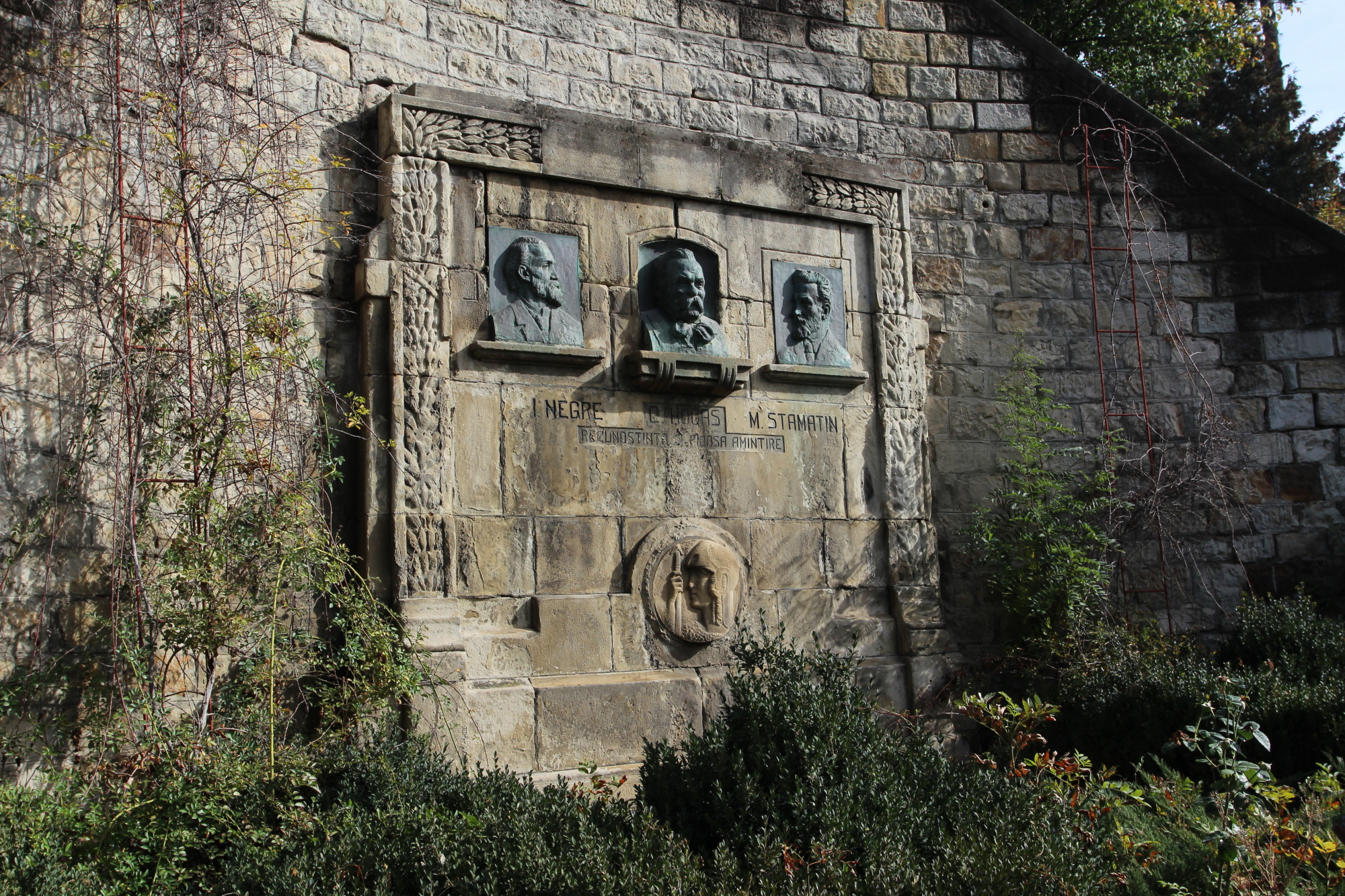
Baix relleu a Piatra Neamț
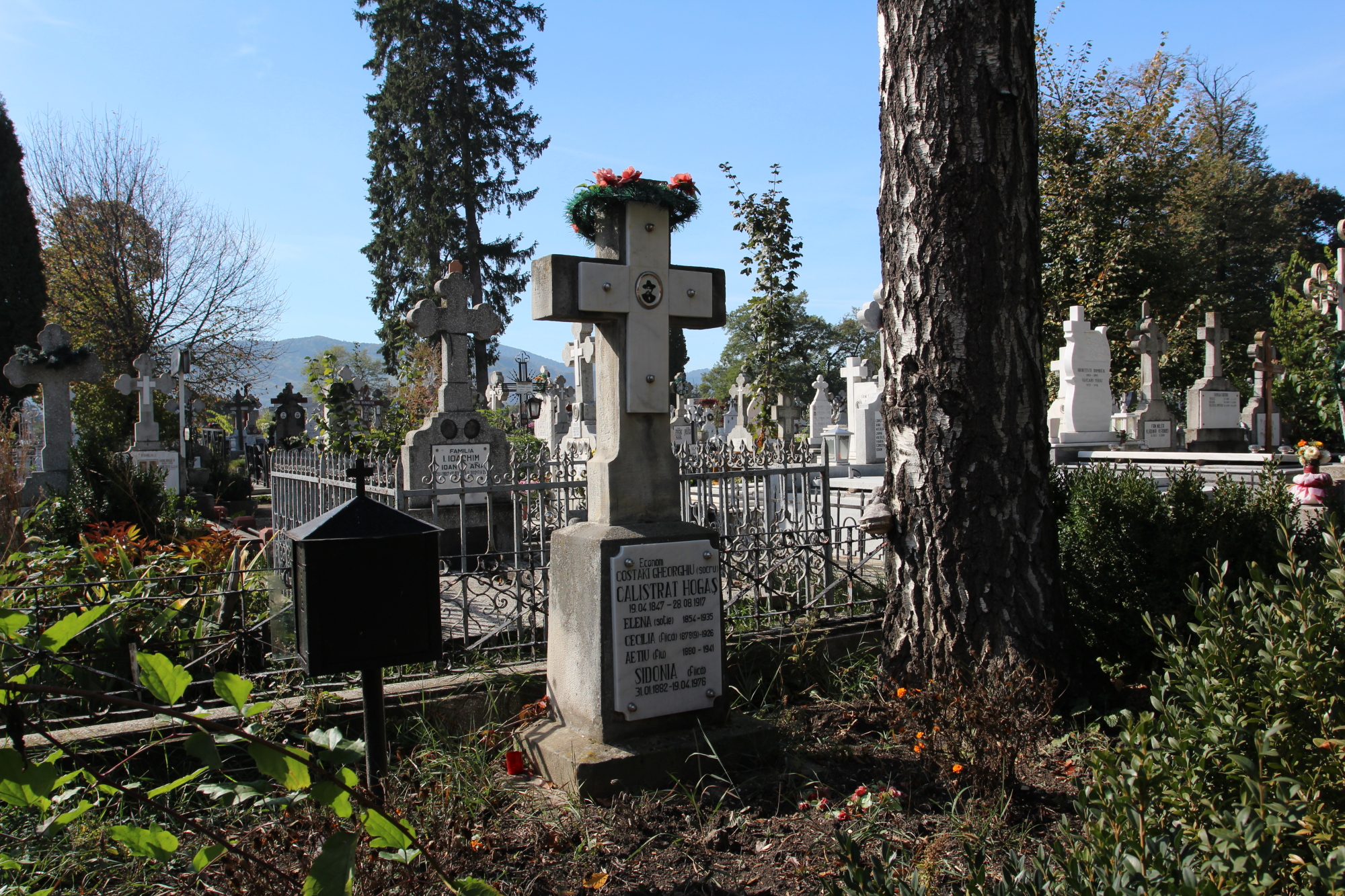
Tomba a Piatra Neamț
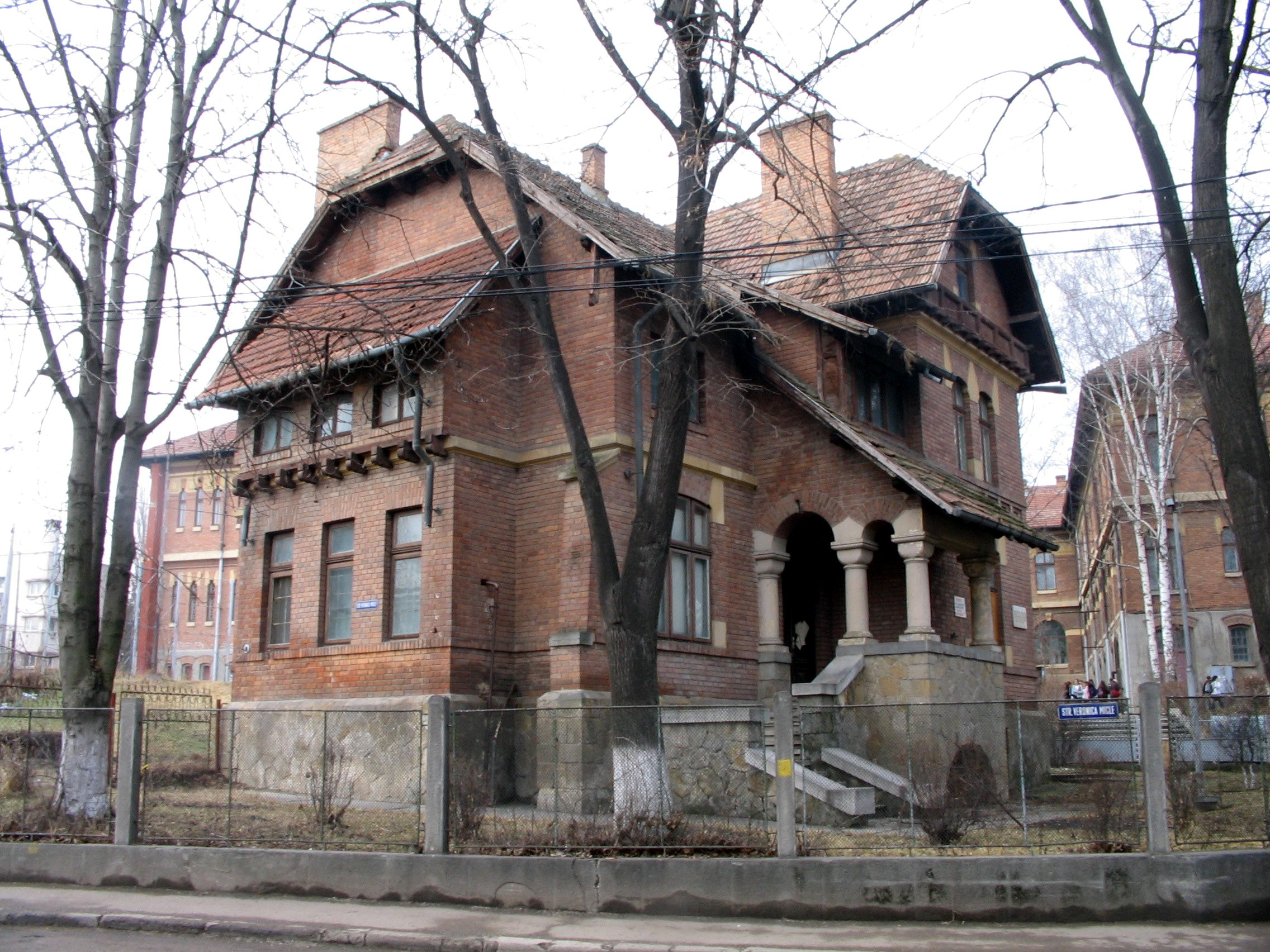
Vila a Romana
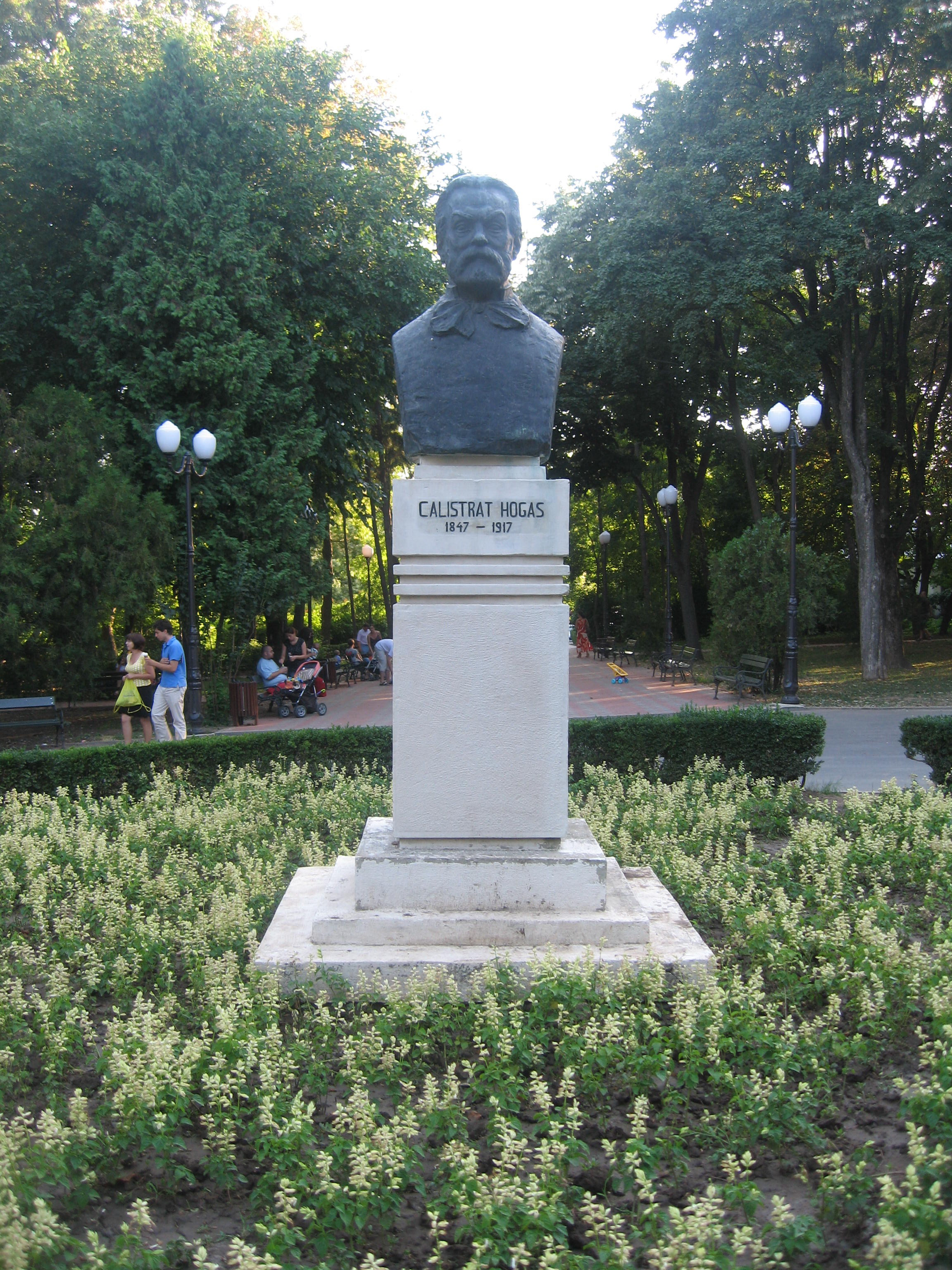
Bust a Iași